# Сумароково (Бабаєвський район)
Сумароково — присілок в Бабаєвському районі Вологодської області Росії.
Входить до складу Борисовського сільського поселення (з 1 січня 2006 року по 13 квітня 2009 року входила в Новолукінське сільське поселення).
Відстань по автодорозі до районного центру Бабаєво — 77 км, до центру муніципального утворення села Борисово-Судське по прямій — 7 км. Найближчі населені пункти — с. Афанасьєвська, с. Папіно, с. Третяковська. Станом на 2002 рік проживало 25 чоловік.